# Боркслебен
Боркслебен (нім. Borxleben) — громада в Німеччині, розташована в землі Тюрингія. Входить до складу району Киффгойзер. Складова частина об'єднання громад Міттельцентрум-Артерн.
Площа — 5,33 км2. Населення становить 280 ос. (станом на 31 грудня 2021).